# Sveriges överenskommelser med främmande makter
Sveriges internationella överenskommelser, SÖ, är en författningssamling för internationella avtal som svenska staten har ingått med andra stater. SÖ innehåller bilaterala och multilaterala internationella överenskommelser med bland annat förteckningar över Europaråds-, FN-, ILO-, IMO- och Haagkonventioner samt GATT/WTO-avtal.